# مهروة (حجر)

تعديل مصدري - تعديل

مهروة هي إحدى قرى عزلة الجول بمديرية حجر التابعة لمحافظة حضرموت، بلغ تعداد سكانها 161 نسمة حسب تعداد اليمن لعام 2004.